# Museu Estatal de Mines i Minerals de Califòrnia
El Museu Estatal de Mines i Minerals de Califòrnia (en anglès, California State Mining and Mineral Museum) és un museu del sistema de parcs estatals de Califòrnia, als Estats Units. El museu exposa i interpreta els recursos minerals i el patrimoni miner de l'estat. Es troba a Mariposa, una ciutat al centre de Califòrnia, al recinte firal del comtat de Mariposa.
El museu acull una col·lecció que es va crear el 1880, amb l'establiment de l'Oficina Minera de l'Estat de Califòrnia. Henry Garber Hanks va ser el primer mineralogista de l'estat de Califòrnia i va tenir l'encàrrec de gestionar la col·lecció. La col·lecció es va allotjar al Ferry Building de San Francisco fins al 1983. La col·lecció es va traslladar al recinte firal del comtat de Mariposa el 1986. La responsabilitat va ser transferida del Departament de Conservació de Califòrnia al Departament de Parcs i Recreació de Califòrnia el 1999. La col·lecció internacional conté més de 13.000 minerals, roques, gemmes, fòssils i artefactes històrics.
Les exposicions inclouen el cristall d'or Fricot Nugget, amb un pes de 201 unces troy (6,25 kg), el més gran trobat durant la febre de l'or de Califòrnia.